# Cijerah
Cijerah is een bestuurslaag in het regentschap Kota Bandung van de provincie West-Java, Indonesië. Cijerah telt 25.682 inwoners (volkstelling 2010).